# 彼女は頭が悪いから
『彼女は頭が悪いから』は、作家の姫野カオルコが2018年に発表した小説。2016年に起きた東京大学学生による集団強制わいせつ・暴行事件である「東京大学誕生日研究会レイプ事件」に着想を得た作品で、当時の報道や公判記録などが利用されているが、登場人物を含めすべて作者の創作として書かれている。題名は、被害者女性を暴行した心情について問われた際、加害者学生のひとりが公判で実際に口にした言葉から取られているという。

## 概要
この小説の題材は、2016年の5月、東京大学工学部の学部生・大学院生ら5人が他大学の女子学生に対する強制わいせつ・暴行で逮捕された事件である。
作者の姫野は、この報道に接した際、過去に起きた有名大学の学生による性的事件とは異なるものを感じ、またニュースを見聞きした大勢の人々の反応にも「自分とは大きくちがうものを感じた」という。このときの違和感、「いやな気分といやな感情」を探る創作小説として本作は執筆され、事件にいたるまでの加害者・被害者の生い立ちや心情の変化、事件後に起きた被害者女性へのバッシングなどを克明に描いている。
とりわけ姫野が執筆のきっかけになったと述べるのは、ある加害者の「サークル活動で知り合った他大学の女子学生たちに対して、彼女たちは頭が悪いから見下していた」という証言である。
姫野は、自分が「何かの店の店員だったり公共施設職員だったりすれば、あるいは (…) 何かのはずみで私の略歴を見たりすれば、彼らは私のことも同じように見下すのだろうと思い、自分もまた彼らと同じような見くびりを他人に対してしているのだろう」と感じたという。
これをきっかけとして姫野はジャーナリストらの協力も得て事件の報道や公判記録を収集・取材、およそ2年かけて本作を執筆する。作中の登場人物はすべて架空で、姫野は、この作品は「事件のノベライズ」ではなく、東京大学の設備や学生をレポートするものでもない、と繰り返し明言している。

## あらすじ
被害者と加害者

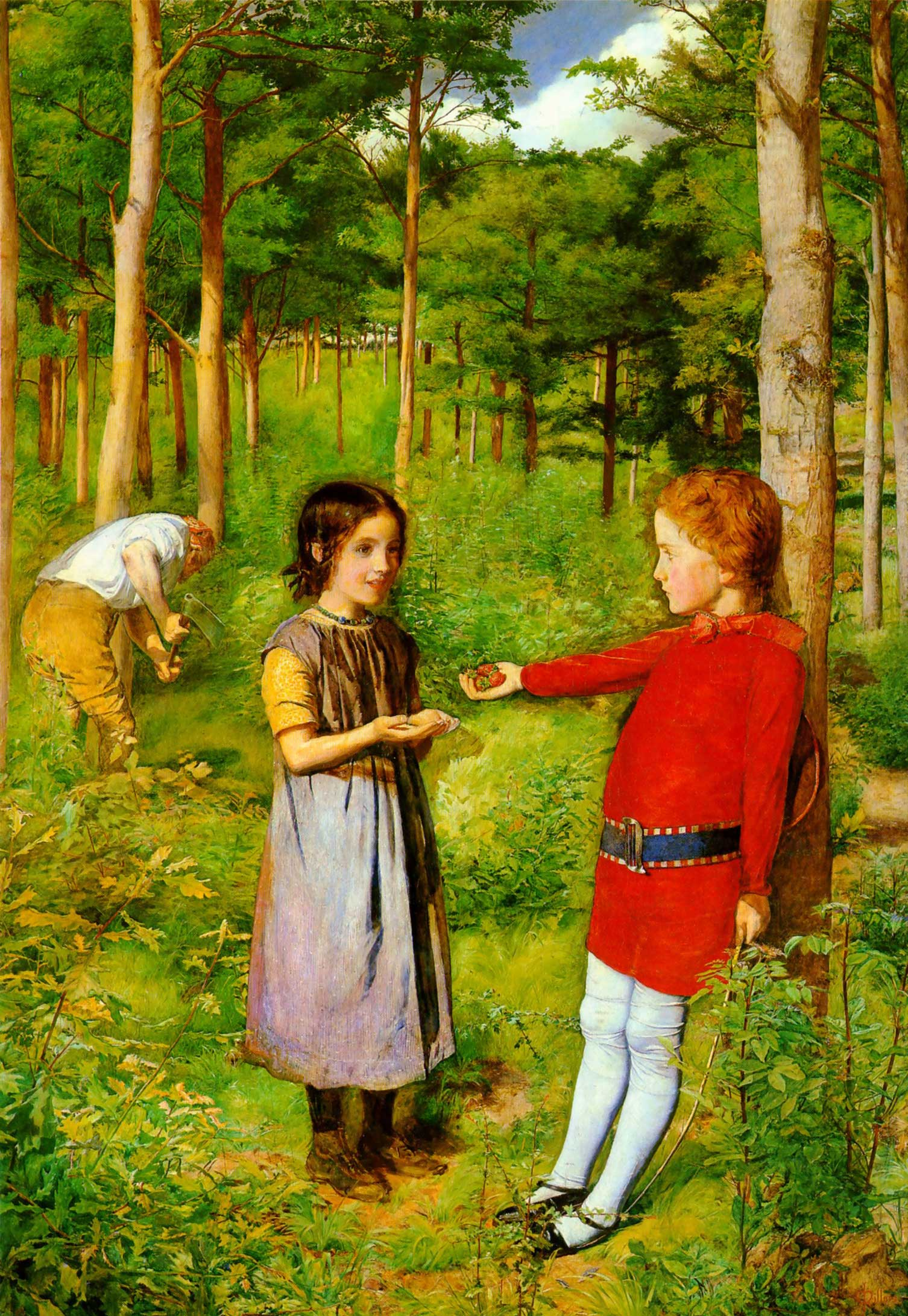
ラファエル前派の画家ミレーによる《きこりの娘》（1851）。富裕な領主の息子と素朴なきこりの娘が森で出会い、のちに娘が不義の子をみごもるまでの悲劇をうたった詩にもとづいている。本作の単行本・文庫本ともに表紙画として採用された。

中心となる登場人物は東京都内の女子大に通う「神立美咲」と、東京大学学生の「竹内つばさ」である。美咲は1995年に横浜市青葉区の家庭の長女として生まれた。彼女の家は、東急田園都市線あざみ野駅からかなり歩いたところある。父親は給食センターで働き、母親は地元のクリーニング店でパートとして働いている。地元では「県下トップとはいわないまでも青葉区辺りでは進学校」で平凡な高校時代をすごし、水谷女子大学に入学する。
一方の竹内つばさは、「生徒全員が東大を目指すのがデフォルトのような進学高校」である附属高校から、東京大学理科Ｉ類に進学した。父親が農林水産省の官僚で、家族が暮らす官舎は都心の閑静な高級住宅地にあった。
この二人がのちに強制わいせつ事件の被害者・加害者となる。
学生サークル
東大入学後、つばさは同じ理科Ｉ類の学生ら4人と親しくなる。いずれも都内か地方の進学校から入学してきた学生たちだった。親たちもおおむね有名大学の出身で、アメリカやイギリスの名門校に留学した親族も多かった。学生たちはみな優秀で、ひとりは高校生数学コンクールで優勝したほどだった。
つばさは、この４人とともに「星座研究会」なるものを立ち上げる。表向きの活動内容は、喫茶店や居酒屋に集まって星座を話題のきっかけに懇談することだが、実際の目的は「東大男子と親しくなりたい女子学生を募ること」だ。計画では、メンバーの男子は東大、女子は近隣のお茶の水女子大と水谷女子大に限って勧誘する。その方が「下心で東大男子に接近してくる」女子学生を容易につかまえることができるからだ。
「研究会」には、しだいに参加する女子学生が増えてくる。のちに公判で法廷に立たされたさい、つばさは「ぼくに近づいてくる女性は、ぼく個人を好いてくれているのではなく、親の勤務先やぼくの学歴を見て下心で近づいてきていると思えていました」と供述することになる。
二人の出会い
美咲は、この「星座研究会」にいた友人を通じて偶然つばさと知り合う。美咲は自分が持っていない教養や自信をつばさに感じた。つばさは美咲の素直さや無防備さをかわいいと思い、美咲のてらいのない手放しの尊敬を喜んだ。美咲と初めてホテルへ行ったときの、美咲の「小鳥のようにおびえる彼女の、不安な顔」をつばさは切なく感じて、優しく接した。二人の最初の一夜には「少なくとも…仄あたたかな恋が在った」。
しかし時を経ずして、つばさは美咲に興味を失う。家柄がよく、東京女子大に通う別の女子学生に出会ったからだ。父親が歯科大の教授で、容姿がよく、カナダに留学して英語が堪能な彼女とは、家族ぐるみの交流が始まる。美咲は、つばさの意識からこぼれ落ちるが、ときおり欲情を満たすためだけに美咲を呼び出し、会話もそこそこにラブホテルへ連れ込んで美咲を抱く。美咲の気持ちを思いやるような感情は、つばさにはなくなっていった。
一方、「星座研究会」の活動はエスカレートしてゆく。つばさ以外のメンバーたちはつぎつぎに他大学の女子学生を性欲のはけぐちとして使い、その一部を説得してヌードを撮影、アダルトサイト業者へ販売した臨時収入をメンバー内で分配するまでになっていた。
事件
あるとき、メンバーは飲み会をセッティングする。つばさは美咲を、ここへ呼び出すことにする。美咲は、様子をみて二人になり、つばさに別れの挨拶をしようとやってくる。
居酒屋に来た美咲を見た男子学生たちは、彼女の容姿や身なりの素朴さを内心であざ笑う。そのことはつばさのプライドをひどく傷つけ、つばさは美咲を仲間のおもちゃとして突き放す。メンバーらは美咲を無理に酒で酔いつぶし、近くに住むメンバーのマンションへ移動。意識が朦朧となった美咲の服を剥ぎ取って全裸にしたうえ、執拗に暴行・蹂躙を加えてゆく。
美咲はあまりのことに声を失い、うずくまって嘲弄に耐えるばかりだったが、すきをみて部屋を飛び出す。偶然たどりついた公衆電話が警察へつながり、近くからかけつけた警官に美咲は保護された。
逮捕
東大生５人逮捕のニュースが大きく報じられると、ネット上には「女性側にも落ち度があったのでは」と美咲を非難するコメントがあふれかえった。美咲のFacebookやLINEから個人情報はあっというまに漏洩し、自宅の固定電話にも両親や兄弟をののしる匿名電話がかかってきた。自宅の写真もGoogleマップのストリートビューで特定された。
弁護士を通じていっせいに示談を申し込んできた親たちに、美咲側が出した条件は一つだけで、東大を自主退学することだった。逮捕された５人のうち２人は即座にこの条件をのみ、２人とも不起訴となった。２人ともすでに大学院生になっていて、東大卒の肩書きに変わりはないからだ。
つばさを含む残る３人は、親も学生もそろって「痛飲で、ふざけの度合いが過ぎただけだ」と思っていたから、美咲側との示談をこばんだ。つばさの父親も、勤務先の官庁では「いまのご時世だから、すぐにセクハラと怒る女子学生から感情的に訴えられた」と笑って言った。
判決後
しかし判決は、３人とも有罪となった。判決文はメンバーらの行為を「執拗で卑劣な犯行様態」とのべ、とくにつばさについては、「被害者から好意を寄せられ、被告人に対して従順であることをいいことに、…制止するどころか煽りたてていた。被告人中、最も悪質」「学生の悪ふざけと評価することは、とうていできない」と断罪した。３人は執行猶予つきの有罪判決を受け、後にいずれも東京大学を退学処分となる。
短期間ながら美咲と恋愛関係にあったつばさは、判決を受けたのち、人目を避ける暮らしの中でときおり美咲のことを思い出す。しかしあの飲み会の場で美咲がなぜ泣いていたのか、いまもよく理解できない。「彼らがしたかったことは、偏差値の低い大学に通う生き物を、大嗤いすることだった。彼らにあったのは、ただ『東大ではない人間を馬鹿にしたい欲』だけだった」からである。

## 評価・反響
この小説は、2018年7月の刊行直後からさまざまな一般メディアで論評の対象となり、大きな反響を呼ぶ。翻訳家の鴻巣友季子は、本作を「少なからず家庭環境と階層で」学歴が決まる日本の構造を皮肉った、徹底した「学歴社会批評小説」と評した。 
12月には東京大学で姫野を招いたイベントが開かれたが、ここでは一部の東京大学教員らから「三鷹寮など作中に登場する施設の描写が事実と異なる」「現実の東大生はここに書かれているほど挫折を知らない学生ばかりではない」といった批判も行われた。 
しかし本作はその後も多くのメディアに取りあげられ、翌2019年には、第32回柴田錬三郎賞を受賞。この選評では、作中のリアルな人物描写や「勧善懲悪でも、単なる告発糾弾でもない」構成が、総じて高く評価されている。作家の桐野夏生が「女たちの憂鬱と絶望を、優れたフィクションで明確に表した」と評したほか、同じく作家の林真理子は「平成における最も重要な本の一冊」と絶賛している。 
同2019年4月の東京大学入学式では祝辞に招かれた上野千鶴子が本作のきっかけとなった事件に言及、この小説は東大男子学生に対する世の中の見方をうかがわせると述べている。

## 書誌
- 姫野カオルコ『彼女は頭が悪いから』文藝春秋、2018.7 ISBN 9784163908724
- 姫野カオルコ『彼女は頭が悪いから』文春文庫、2021.4  ISBN 9784167916701